# Віктор Вернікос
Віктор Вернікос Йоргенсен (грец. Βίκτορ Βερνίκος Γιούργκενσεν; нар. 23 жовтня 2006) — грецький співак і автор пісень. Він представив Грецію на пісенному конкурсі Євробачення 2023 у Ліверпулі, Велика Британія, з піснею «What They Say».

## Біографія
Віктор Вернікос народився в жовтні 2006 року в Афінах у родині датчанина та гречанки. Він почав вчитися грати на фортепіано у віці чотирьох років, займатися уроками співу у вісім і уроками гри на гітарі в десять років. Він почав писати власні пісні в одинадцять років, а з 2021 року займається продюсуванням власної музики.
У 2022 році Вернікос оголосив, що подав свою пісню грецькому громадському мовнику ERT, яка розглядає її як можливу заявку на пісенний конкурс Євробачення 2023. 28 грудня 2022 року стало відомо, що його композиція «What They Say» увійшла до шорт-листу з семи учасників. Згодом він увійшов до трійки остаточного шорт-листу. 30 січня 2023 року ERT оголосила, що Вернікоса обрано представляти Грецію на пісенному конкурсі Євробачення 2023. Він наймолодший артист, який представляв Грецію на пісенному конкурсі Євробачення. До фіналу не пройшов

## Дискографія

### Сингли
- 2020 – «Apart»
- 2021 – «Fake Club»
- 2021 – «Hope It's in Heaven»
- 2022 – «Youthful Eyes»
- 2022 – «Mean To»
- 2022 – «Out of This World»
- 2022 – «Brutally Honest with You»
- 2023 – «What They Say»